# Eyaletul Adrianopol
Eyaletul Adrianopol sau Eyaletul Edirne (în turcă otomană ایالت ادرنه, transliterat: Eyālet-i Edirnê) a fost creat din părți ale fostelor eyalete Silistra și Rumelia în 1826.
După reorganizarea administrativă în urma legii vilaietelor din 1864, cea mai mare parte a teritoriilor eyaletului au intrat în componența vilaietului Adrianopol.

## Diviziuni administrative
Eyaletul Adrianopol era format din 6 sangeacuri:
- Sangeacul Nevahi-i Erbaa
- Sangeacul Tekfürtaği (Rodosto) sau Vize
- Sangeacul Gelibolu (Gallipoli)
- Sangeacul Edirne (Adrianopol)
- Sangeacul Filibe (Plovdiv)
- Sangeacul Islimiye (Sliven) sau Eski Zagra (Stara Zagora)

Sangeacurile erau la rândul lor formate din 50 de kazas sau prefecturi.